# HTR-10
HTR-10 – chiński eksperymentalny reaktor jądrowy z rdzeniem usypanym, o mocy termicznej 10 MW (skąd nazwa); pierwszy w historii chiński reaktor HTGR. Reaktor pracował w Instytucie Technologii Energii Jądrowej (INET) przy Uniwersytecie Tsinghua.

## Historia
W latach 1991–1992 INET wykonał wstępne studium wykonalności reaktora. Decyzja o budowie reaktora została podjęta w marcu 1992. W połowie tego samego roku przedłożono raport oddziaływania na środowisko. Założenia projektu zatwierdził Narodowy Zarząd Bezpieczeństwa Jądrowego w sierpniu 1992 a raport analizy bezpieczeństwa w marcu 1993. Projekt podstawowy i budżet zostały zatwierdzone w 1994 przez Chińską Krajową Komisję Edukacji i Komisję Nauki i Technologii. 
HTR-10 został zbudowany w oparciu o know-how wykorzystane przy budowie i eksploatacji niemieckiego reaktora AVR. Celem projektu było zweryfikowanie i zademonstrowanie możliwości technicznych i cech bezpieczeństwa modułowego reaktora HTGR:
- pozyskanie doświadczenia z zakresu projektowania, budowania i eksploatacji HTGR
- badanie napromieniowania elementów paliwowych
- badanie wewnętrznych cech bezpieczeństwa modułowego reaktora HTGR
- zademonstrowanie kogeneracji prądu elektrycznego i ciepła oraz pracy turbin gazowych i parowych
- rozwój wysokotemperaturowych metod uzyskiwania ciepła technologicznego.

Pełna licencja na budowę została wydana w grudniu 1994 i wtedy też ukończono prace ziemne. Pierwszy beton na placu budowy wylano 14 czerwca 1995. Budynki zaprojektował instytut architektury Uniwersytetu Tsinghua. System oczyszczania helu zaprojektował Chiński Instytut Energii Jądrowej. 
21 grudnia 2000 reaktor po raz pierwszy osiągnął stan krytyczny. 7 stycznia 2003 został podłączony do sieci elektrycznej a pełną moc osiągnął 29 stycznia tego samego roku. Zimą dostarczał ciepło do systemu ciepłowniczego kampusu uniwersytetu. Do 2006 roku dostarczył 600 MWh energii elektyrcznej. 
Druga faza zaplanowanych badań zakończona została w 2006 roku.
W pierwszej dekadzie XX wieku Chiny zdecydowały się na zbudowanie większego następcy HTR-10 już jako komercyjnej elektrowni, HTR-PM.

## Budowa i działanie
HTR-10 to modułowy reaktor HTRG z rdzeniem usypanym, chłodzony helem. Zbiornik ciśnieniowy składa się ze zbiornika reaktora i zbiornika generatora pary, połączonych gazociągiem (300 mm). Wszystkie 3 elementy wykonane są ze stali SA516-70. Zbiornik reaktora ma 4,2 metra średnicy wewnętrznej, 11,1 metra wysokości, i masę 142 ton. Zbiornik generatora ma średnicę wewnętrzną 2,5 m, wysokość 11,3 m, i masę 70 ton.
Rdzeń reaktora ma 1,8 metra średnicy, wysokość 1,97 metrów, i objętość 5m³. Otoczony jest grafitowym reflektorem o grubości 100 cm.
Elementy paliwowe przechodzą przez rdzeń wielokrotnie, co zapewnia w miarę równe ich wypalenie. Kulki są wyjmowane za pomocą urządzenia pneumatycznego. 
Temperatura wylotowa chłodziwa w obiegu pierwotnym wynosi od 700 do 950 °C, przy ciśnieniu 3 MPa, co pozwalało na tanią i efektywną produkcją wodoru jako produktu ubocznego. Temperatura helu na wlocie do rdzenia wynosiła 250 °C. Maksymalna szybkość przepływu chłodziwa wynosiła 4,3 kg/s. 
W pierwszej fazie eksploatacji, do obiegu wtórnego podłączona była turbina parowa (kogeneracja energii). W drugiej fazie podłączono dodatkowo turbinę gazową. Temperatura pary na wyjściu generatora pary wynosiła 440 °C, przy ciśnieniu 4 MPa i przepływie 12,5 t/h. 
Elektrownia zajmowała zasadniczo dwa budynki: budynek reaktora i halę turbin. Przynależały do nich dwie wieże chłodnicze, komin i wentylatorownia. Całość zajmowała obszar ok. 100 m × 130 m.

### Paliwo
Rdzeń wypełniony był 27 000 6-cm kulek, z czego od 43 do 57% kulek zawierało ceramiczne niskowzbogacone paliwo jądrowe (typu TRISO). Wzbogacenie świeżego elementu paliwowego wynosiło 17%, a zakładane wypalenie wynosiło do 80 000 MWd/t.
Paliwo było typu "niemieckiego". Pojedyncza kulka paliwa miała średnicę 6 cm, z czego na obszarze 5 cm występowały granule paliwa (łącznie 5 g). Pojedyncza granula miała 0,9 mm średnicy. 
Warstwy granuli paliwa jądrowego
| Warstwa         | Materiał       | Grubość [mm] | Gęstość [g/cm³] |
| --------------- | -------------- | ------------ | --------------- |
| Rdzeń           | ditlenek uranu | 0,25         | 10,4            |
| I (buforowa)    | PyC            | 0,09         | 1,1             |
| II (wewnętrzna) | PyC            | 0,04         | 1,9             |
| III             | SiC            | 0,035        | 3,18            |
| IV (zewnętrzna) | PyC            | 0,04         | 1,9             |

## Systemy bezpieczeństwa
Z uwagi na budowę i sposób działania (paliwo ceramiczne), reaktor nie wymaga aktywnego UACR. Możliwość odprowadzenia ciepła powyłączeniowego za pomocą naturalnej konwekcji pokazały przeprowadzone eksperymenty.
System awaryjnego wyłączania reaktora (SCRAM) składa się z 10 prętów kontrolnych i 7 kulek o ujemnej reaktywności. Pręty i kulki utrzymywane są przez elektromagnesy i w przypadku utraty zasilania opadają pod wpływem siły ciężkości.
Reaktor nie posiadał ciśnieniowej hermetycznej obudowy bezpieczeństwa. Ostatnią barierę bezpieczeństwa stanowiły betonowe sekcje budynku reaktora, obieg pierwotny i system wentylacji awaryjnej (niehermetyczna przestrzeń wokół rdzenia do odprowadzania gazowych produktów rozszczepienia i eksploatacji).

### Badania nad bezpieczeństwem
W reaktorze przeprowadzono co najmniej 6 eksperymentów z zakresu bezpieczeństwa, w tym:
- awaria utraty chłodzenia (wyłączenie cyrkulatorów helu bez SCRAM) - przeprowadzony 15 października 2003. Cyrkulatory zostały wyłączone podczas normalnej pracy reaktora przy mocy 3MW. Moc reaktora spadła z uwagi na ujemny temperaturowy współczynnik reaktywności. Po około 50 minutach reaktor znów osiągnął stan krytyczny a jego moc ustabilizowała się na poziomie ok. 200 kW.

Podobny test, ale przy pełnej mocy 10 MW, przeprowadzono o 16:00 7 lipca 2005 roku. Reaktor zachował się podobnie - moc reaktora spadłą do zera w ciągu mniej niż 500 sekund.
- wyjęcie prętów bezpieczeństwa bez SCRAM (anormalny wzrost reaktywności) - przeprowadzony dwukrotnie, z dwoma różnymi dodatnimi reaktywnościami (uzyskanymi przez wyciągnięcie pręta kontrolnego o 12 lub 130 cm). Moc wyjściowa reaktora wynosiła 3MW. Po wyciągnięciu pręta, reaktor osiągnął maksymalną moc, odpowiednio, 5,37 i 7,23MW. Aktywowały się środki bezpieczeństwa: wyłączyły się cyrkulatory helu, i odizolowano obieg pierwotny i wtórny. Moc reaktora spadła z uwagi na ujemny temperaturowy współczynnik reaktywności. Po około 2 godzinach reaktor osiągnął stabilną moc na poziomie ok. 200 kW.

Ponieważ w pierwszej dekadzie XXI wieku był jedynym na świecie działającym reaktorem z rdzeniem usypanym, służył jako obiekt badań dla wielu zespołów naukowych z całego świata, w tym jako wzorzec do badań nad dokładnością kodów komputerowych opisujących fizykę eksploatacji reaktorów. Stanowił jeden z 4 reaktorów HTGR badanych przez państwa członkowskie IAEA w ramach wieloletniego wspólnego programu badawczego Evaluation of HTGR Performance.